# Pygophora pendleburyi
Pygophora pendleburyi är en tvåvingeart som beskrevs av Crosskey 1962. Pygophora pendleburyi ingår i släktet Pygophora och familjen husflugor. Inga underarter finns listade i Catalogue of Life.